# Laura Camps i Collell
Laura Camps Collell (Manlleu, Osona, 21 de març de 1976) ha estat una jugadora de bàsquet catalana.
Aler, s'inicià a la pràctica del bàsquet al Col·legi del Carme de Manlleu, es formà al Club de Bàsquet Torelló i del Segle XXI. La temporada 1995-96 debutà a la Lliga espanyola amb el Club Bàsquet Universitari de Barcelona i l'any següent jugà a la Lliga NCAA amb el Florida State Seminoles (1996-2000), on fou considerada millor jugadora hispanoamericana l'any 1999. De retorn a la Lliga espanyola, jugà amb el Sedis-Cadí de la Seu, Club Baloncesto Halcón Viajes, Club Baloncesto Rivas-Ecópolis, retirant-se finalment amb l'Uni Girona Club de Bàsquet la temporada 2009-10. Entre d'altres èxits, va aconseguir una Lliga (2005-06), dues Copes de la Reina (2005, 2006) i fou escollida MVP de la fase final de la Copa de la Reina de 2006.
Internacional amb la selecció espanyola en categories de formació, aconseguí el subcampionat d'Europa en categoria cadet (1993) i júnior (1994). Amb la selecció absoluta fou internacional en cinquanta-quatre ocasions entre 2002 i 2007, aconseguint una medalla d'argent (2007) i dues de bronze (2003, 2005) als Campionats d'Europa de Bàsquet. Després de la seva retirada professional, fou coordinadora esportiva del Club Bàsquet Manlleu.

## Palmarès
Clubs
- 1 Lliga espanyola de bàsquet femenina: 2005-06
- 2 Copes espanyola de bàsquet femenina: 2004-05, 2005-06

Selecció espanyola
- 1 medalla d'argent al Campionat d'Europa de bàsquet femení: 2007
- 2 medalles de bronze al Campionat d'Europa de bàsquet femení: 2003, 2005
- 1 medalla de bronze als Jocs Mediterranis de 2005

Individual
- 1 MVP de la Copa de la Reina: 2006